# Пилип (апостол від сімдесяти)
Євангеліст Пилип (грец. Φίλιππος Филип, Філіпп) кілька разів з'являється в Діях апостолів. Був одним із семи, обраних для піклування про бідних християнської громади в Єрусалимі (Діян. 6:5). Він проповідував і, як повідомляється, творив дива в Самарії, а також зустрів і охрестив ефіопського євнуха, на дорозі з Єрусалима до Гази, що традиційно знаменує початок Ефіопської церкви (Дії 8:26–39). Пізніше Пилип попрямував у Кесарію Приморську (Дії 8:40) зі своїми чотирма дочками, які пророкували, де його відвідав апостол Павло (Дії 21:8–9).

## Новий Завіт

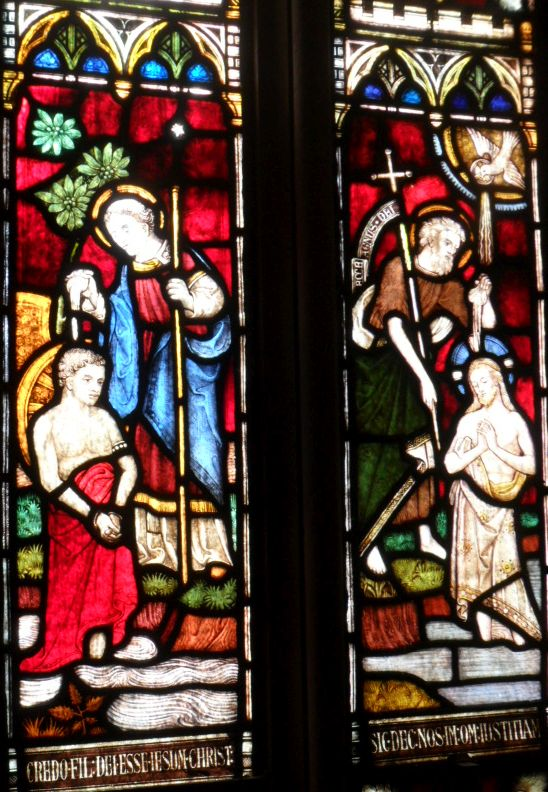
Вітражний диптих, що зображає хрещення ефіопського євнуха святим Філіпом Євангелістом і Ісуса Христа святим Іоанном Хрестителем. Собор Втілення (Гарден-Сіті, Нью-Йорк).

Пилип носив грецьке ім'я. Вперше згадується в Діях апостолів (Дії 6:5) як один із «семи дияконів», які були обрані для участі у тимчасових справах церкви в Єрусалимі, через нарікання елліністів на євреїв.
Після мученицької смерті Стефана вирушив до «міста Самарії», де проповідував з великим успіхом. Одним з навернених ним був Симон Маг. Згодом ангел сказав йому йти на дорогу між Єрусалимом і Газою. Там він навчив і хрестив ефіопського євнуха. Згодом він був перенесений Духом в Азот (Ашдод); а потім «проповідував по містах, аж поки не прийшов до Кесарії» (Дії 8:40).
Тут через кілька років, згідно з Діяннями (Дії 21:8–9), де він описаний як «євангеліст» (термін знову зустрічається в Новому Завіті лише в Посланні до Ефесян (Еф. 4:11). У 2-му посланні до Тимофія (2 Тим. 4:5), він розважав Павла Апостола і його супутників на шляху до Єрусалиму; у той час «у нього було чотири дочки, які пророкували».

## Традиція
У дуже ранній період його плутали з апостолом Філіпом. Плутанина була легшою, через те, що як шановний член апостольської спільноти, його можна було легко описати як апостола в ширшому сенсі цього слова. Звісно якщо не брати до уваги основних 12 апостолів.  Пізня традиція описує його як поселення в Траллесі в Анатолії, де він став єпископом цієї церкви. 
Пам'ять «Святого Пилипа Диякона» відзначається 11 жовтня у православній церкві, у римському обряді,  Синоді лютеранської церкви – Міссурі  та в англіканській спільноті, включаючи, наприклад, Єпископальну церкву США, і англіканську церкву Південної Африки. Крім того, у православній церкві Пилипа зараховують до сімдесяти апостолів і називають протодияконом. Це вшанування виконується 4 січня.